# Дифенил
Дифени́л (бифенил, фенилбензол) — органическое соединение, ароматический углеводород с химической формулой C12H10. Имеет вид бесцветных кристаллов. Относится к пищевым добавкам, применяется как консервант, входит в Кодекс Алиментариус под кодом E230.

## Получение

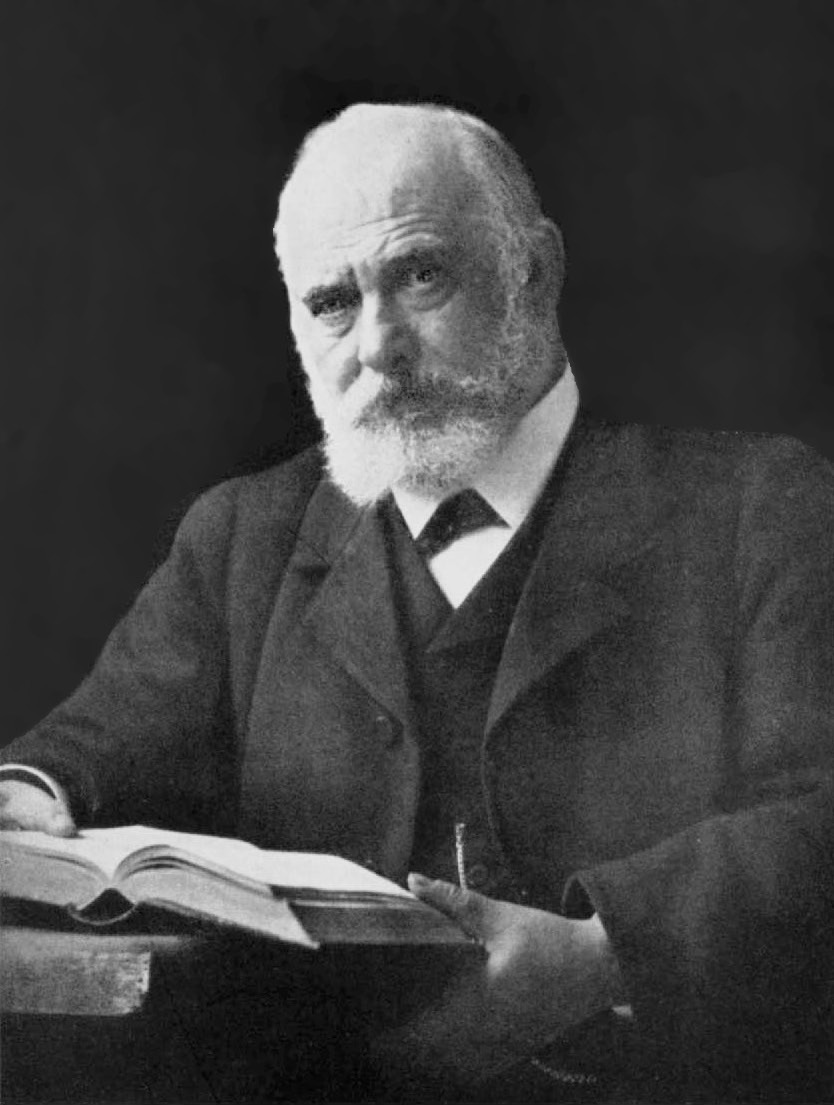
Рудольф Фиттиг

Впервые получен в 1862 году Рудольфом Фиттигом, который проводил реакцию бромбензола и металлического натрия.
В промышленных масштабах получают пиролизом бензола при 700 °C:
{\displaystyle {\mathsf {2C_{6}H_{6}{\xrightarrow[{}]{t}}C_{6}H_{5}{\text{-}}C_{6}H_{5}+H_{2}}}}
Другим основным путём производства бифенила является окислительное дегидрирование бензола:
{\displaystyle {\mathsf {4C_{6}H_{6}+O_{2}{\xrightarrow[{}]{kat}}2C_{6}H_{5}{\text{-}}C_{6}H_{5}+2H_{2}O}}}
В лаборатории бифенил может быть синтезирован путём обработки фенилмагнийбромида солями двухвалентной меди. Также, с высоким выходом идёт реакция окисления литийдифенилкупрата в тетрагидрофуране при −70 °C с получением бифенила.

## Внешний вид и физические свойства
Бесцветные или белые кристаллы, со специфическим запахом. Хорошо растворим в эфире, бензоле, спирте и других органических растворителях, не растворим в воде. Температура плавления 70,5 °С, кипения 254—255 °С, относительная плотность в твёрдом виде {\displaystyle d_{4}^{25}} = 1,156. В жидком виде плотность составляет: 0,970 г/см3 (100 °С), 0,889 г/см3 (200 °С), 0,751 г/см3 (350 °С).
Температура воспламенения дифенила 113 °С, самовоспламеняется при 566 °С.

## Химические свойства
Проявляет свойства типичных ароматических углеводородов, при этом химическая активность у дифенила чуть ниже чем у бензола. Нитрование азотной кислотой в среде уксусной кислоты даёт 2- и 4-нитродифенил.
При сульфировании концентрированной серной кислотой даёт дифенил-4-сульфокислоту. Можно получить дифенил-4,4′-дисульфокислоту при сульфировании 94% серной кислотой в присутствии трифторида бора.

## Стереохимия
Кольца дифенила находятся в свободном вращении относительно центральной связи. В кристаллах они принимают компланарное положение, но в растворах приобретают наклон относительно друг друга.

## Нахождение в природе и биологическая роль
Дифенил встречается в каменноугольной смоле и нефти. Ингибирует рост грибов, поэтому применяется для предохранения цитрусовых и яблок во время транспортировки. Препарат среднетоксичен, но биологически разлагается до малотоксичных соединений.

## Применение
Применяется как прекурсор в синтезе полихлорированных дифенилов, а также других соединений, используемых как эмульгаторы, инсектициды и красители.
Соединение относится к пищевым добавкам, используется как консервант, входит в Кодекс Алиментариус под кодом Е230.
Эвтектическая смесь 26,5 % дифенила с 73,5 % дифенилоксида называется динилом (Даутермом А) и применяется как высокотемпературный теплоноситель в жидком и парообразном виде.
В газовой хроматографии применяется в составе неподвижной фазы в капиллярных колонках.

## Безопасность
Пыль дифенила в воздухе раздражает дыхательные пути и глаза. Предельно допустимая концентрация составляет 1 мг/м3.
Допустимое суточное потребление составляет 0,5 мг/кг массы тела, по данным Объединённого экспертного комитета ФАО/ВОЗ по пищевым добавкам (JECFA).